# Сан-Бернарду (Авейру)
Сан-Бернарду (порт. São Bernardo; МФА: [ˈsɐ̃w bɨɾ.ˈnaɾ.du]) — парафія в Португалії, у муніципалітеті Авейру. Розташована в західній частині країни, на теренах історичної португальської провінції Бейра. Входить до складу округу Авейру. За адміністративним поділом, чинним до 1976 року, терени парафії були складовою провінції Берегова Бейра. Належить до Авейрівської діоцезії Католицької церкви. Патрон — святий Бернард. Площа — 3,9356 км². Населення — 4960 ос. (2011). Сильно урбанізований регіон. Густота населення — 1260,29 осіб/км²
. Код — 010510.

## Назва
- Са́н-Берна́рдо (ст.-порт. São Bernardo, «святий Бернард») — старопортугальська назва.
- Са́н-Берна́рду (ісп. São Bernardo) — сучасна португальська назва.

## Географія

Авейру (2013)
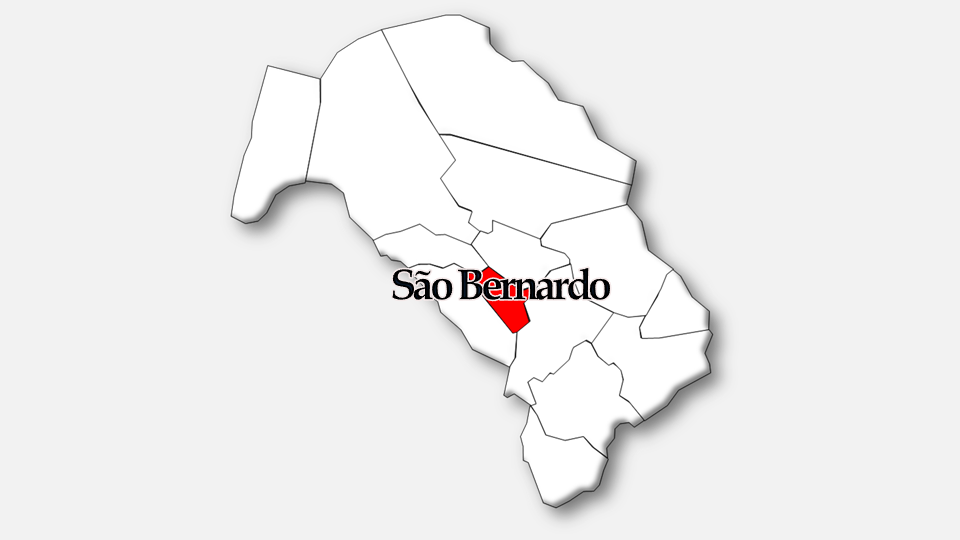
Сан-Бернарду

## Населення
| 1970  | 1981  | 1991  | 2001  | 2011  |
| 2.566 | 2.970 | 3.314 | 4.079 | 4.960 |